# Raymond Petit
Raymond Jean-Marie Petit, més conegut com a Raymond Petit, (Ciutat de Luxemburg, 26 d'octubre de 1954) és un escultor luxemburgués.
Va estudiar a l'Ateneu de Luxemburg i durant els seus estudis als Estats Units d'Amèrica, es va iniciar en el món de l'escultura seguint uns cursos en la William Howard Taft Xàrter High School de Los Angeles. Tot seguit, va començar una carrera artística amb exposicions individuals i col·lectives on va trobar el seu primer reconeixement, quan se li va concedir el premi de la crítica a la VIII Biennal de Joves Pintors i Escultors a Esch-sur-Alzette el 1977. A més a més de treballar per a exposicions per a diversos llocs de Luxemburg també ha fet en altres ciutats com Oxford, Londres, Brussel·les, Rotterdam, Tòquio, Milà, Innsbruck, etc.
Ha rebut diversos encàrrecs pel Govern luxemburguès. Des de maig 1979 una de les seves escultures destaca en l'entrada del Liceu Michel Lucius de la ciutat de Luxemburg, i, deu anys més tard, la seva escultura monumental «Arc/Dues persones» es troba al parc d'Useldange. Des de 1993 una altra de les seves obres es mostra a l'ajuntament de la vila d'Hesperange i el 1995 va crear un nou «Monument aux Morts» (cenotafi) a Niederanven, una altra escultura monumental enfront del Centre Integrat per a la Tercera Edat d'aquesta mateixa vila va ser inaugurada el 1998.

## Escultures monumentals
- "Le Veilleur", Liceu Michel Lucius, Ciutat de Luxemburg, 1979
- "Arc/Deux Personnes" Useldange, 1989
- "Pietà", Hespérange, 1993
- "Monument aux Morts", Niederanven, 1995
- "Sérénité", Niederanven, 1998
- "Doncolser Wollef", Niederanven, 2007
- “Icarus”,Balliol College, Oxford, 2009

## Distincions
- Premi de la Crítica i Prix du Républicain Lorrain a la VIII Bienal per a Joves Pintors i Escultors, Esch-sur-Alzette
- Prix du Luxemburger Wort a la IX Biennal per a Joves Pintors i Escultors, Esch-sur-Alzette
- Medalla de Plata dels francesos société académique ARTS - SCIENCES - LETTRES (2007)